# Cotalpa flavida
Cotalpa flavida är en skalbaggsart som beskrevs av Horn 1878. Cotalpa flavida ingår i släktet Cotalpa och familjen Rutelidae. Inga underarter finns listade i Catalogue of Life.

## Bildgalleri

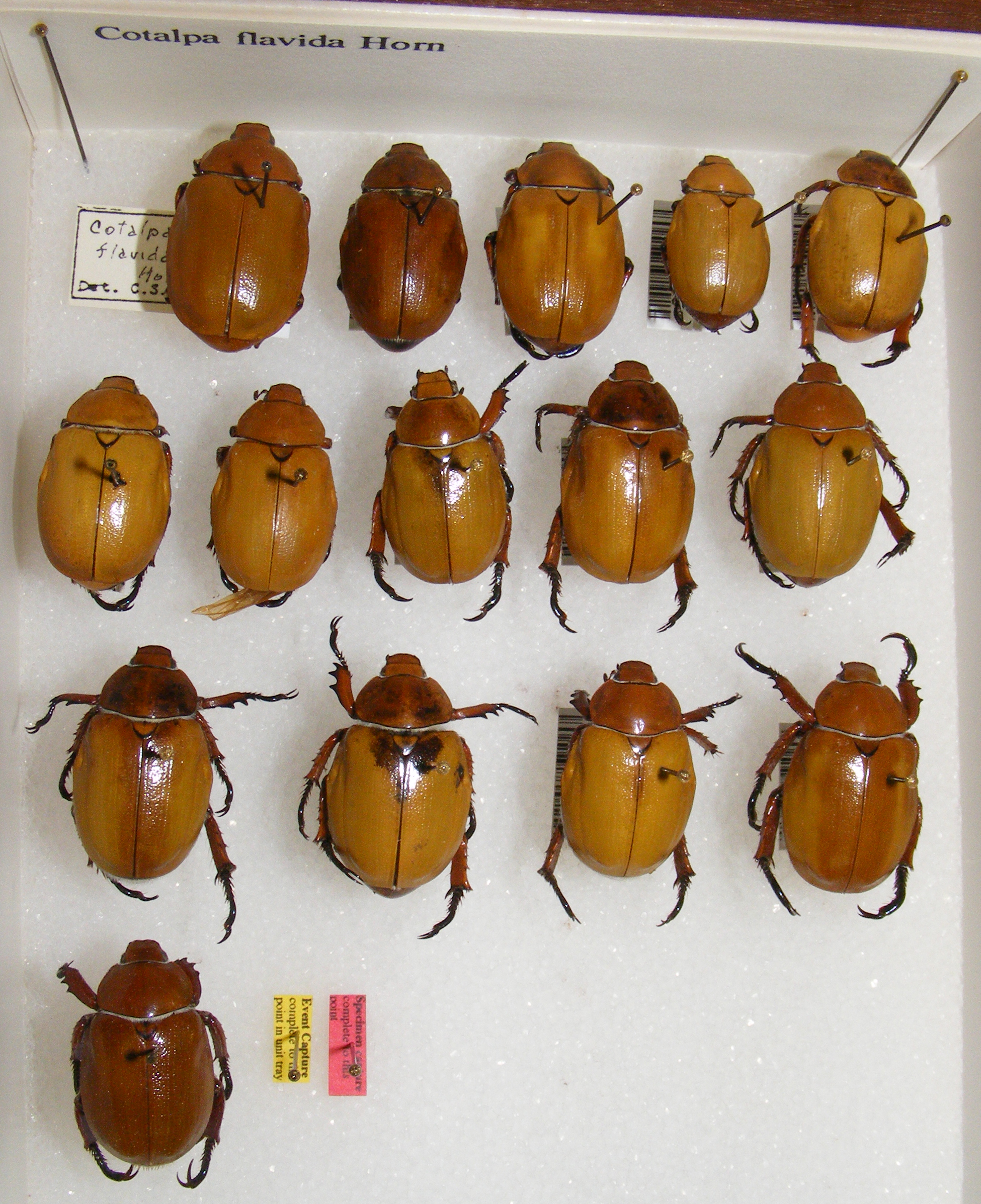